# Sujan Perera
Sujan Perara (født 18. juli 1992) er en srilankansk fodboldspiller, der spiller for Up Country Lions og Sri Lankas fodboldlandshold som målmand.